# Aidabasalala
Aidabasalala ist eine osttimoresische Aldeia im Suco Hataz (Verwaltungsamt Atabae, Gemeinde Bobonaro). 2015 lebten in der Aldeia 419 Menschen.

## Geographie
Aidabasalala liegt in der Mitte des Sucos Hataz. Nordöstlich befindet sich die Aldeia Aidabaleten und südwestlich die Aldeia Biamaraen. Im Westen grenzt Aidabasalala an den Suco Aidabaleten, im Norden an den Suco Rairobo und im Südwesten, auf der anderen Seite des Flusses Nunutura (Nunura) liegt das Verwaltungsamt Cailaco mit seinen Sucos Ritabou und Meligo. Die Grenze zwischen  Aidabasalala und Aidabaleten wird teilweise vom Fluss Meuculi gebildet.
Im Tal des Nunuturas führt durch den Osten Aidabasalalas, parallel zum Fluss eine Straße, an der der Hauptteil der Besiedlung liegt. Der Ort Aidabasalala liegt nur mit dem Südteil in der gleichnamigen Aldeia, der Norden befindet sich in der Aldeia Aidabaleten. Im Süden stehen im Ort die Grundschule und der Sitz des Sucos Hataz. Die bewaldeten Berge westlich der Straße sind unbesiedelt.

## Politik
2023 wurde Carmelita Martins zum Chefe de Aldeia gewählt.